# Przemoc symboliczna
Przemoc symboliczna – jedna z kluczowych kategorii teorii francuskiego socjologa Pierre'a Bourdieu. Jest to miękka forma przemocy polegająca na uzyskiwaniu różnymi drogami takiego oddziaływania klas dominujących czy uprzywilejowanych na całość społeczeństwa i na klasy podporządkowane, by podporządkowani postrzegali rzeczywistość, w tym samą relację dominacji, której są ofiarą, w kategoriach percepcji i oceny wyrażających interes klas dominujących. W ten sposób podporządkowani postrzegają swoją sytuację jako naturalną lub nawet korzystną czy pożądaną dla nich samych, bo postrzegają rzeczywistość społeczną w kategoriach stworzonych przez klasy dominujące w celu legitymizacji ich dominującej pozycji. Istotą tej przemocy jest narzucanie arbitralnie dobranych treści kulturowych przez arbitralną władzę, co przekłada się na kształt relacji społecznych i sposób emocjonalnego reagowania.
Koncepcja przemocy symbolicznej wiąże się z koncepcją habitusu. Bourdieu na podstawie badań nad systemem edukacyjnym doszedł do wniosku, że doprowadza on do odtworzenia się struktury, do jej reprodukcji. Instytucja edukacji, która miała walczyć z podziałami społecznymi, wzmacnia je. Szanse edukacyjne ucznia w znacznej mierze zależą od dopasowania jego habitusu do habitusu wymaganego przez system edukacyjny, habitusu wyższych klas. Tym samym habitus, którego wytworzenie wymaga długiego czasu pracy pedagogicznej, staje się produktem przemocy symbolicznej i ekspresji kulturowej arbitralności. Dostosowanie to nie oznacza nabycia kapitału kulturowego elit. Jednostki znajdujące się na niższych pozycjach społecznych (w niższych klasach) odrzucają elitarny „smak wolności i luksusu” i pozostają przy „smaku popularnym” wyznaczanym przez egzystencję związaną z przymusem ekonomicznym. Smak popularny oznacza prostotę, szczerość, odzwierciedlanie rzeczywistości w sztuce oraz odrzucanie tego, co złożone i wyrafinowane.

## Mechanizm przemocy symbolicznej
Grupa społeczna może wywierać nacisk symboliczny, gdy posiada wystarczająco duży kapitał symboliczny, który uzyskuje w drodze konwersji nań innych odziedziczonych lub zdobytych kapitałów (kulturalnego, społecznego, ekonomicznego). Klasy (lub inne kategorie społeczne zależnie od epoki) rządzące dobierają w taki sposób dobra symboliczne, aby reprodukować własną strukturę Duży kapitał symboliczny pozwala oddziaływać przemocą symboliczną (lub władzą symboliczną), np. takimi sposobami jak:
- poprzez system edukacji i wpajane przezeń treści,
- poprzez symboliczną otoczkę pola władzy, na którą mogą się składać np.:
  - monumentalna architektura, onieśmielająca „szarego człowieka”,
  - insygnia i atrybuty władzy, od korony królewskiej po perukę czy młotek sędziego;
  - specyficzny język, np. prawniczy, naukowy lub w inny sposób elitarny, np. wyrafinowany literacko i w ten sposób demaskujący „prostactwo” języka przedstawicieli klas podporządkowanych;
  - tytuły szlacheckie, naukowe, prawnicze, kościelne, etykiety VIP itp.
- poprzez otaczanie się wyrafinowaną, ekskluzywną (czyli etymologicznie wykluczającą) sztuką, drogimi przedmiotami, strojami, pojazdami;
- poprzez innego rodzaju formy tworzenia dystansu (distanciation) społecznego dzielącego pole władzy czy jakąś węższą w jego obrębie klasę społeczną od reszty społeczeństwa, zwłaszcza od klas podporządkowanych, ale także od innych klas konkurencyjnych.

Przemoc symboliczna jest najskuteczniejszą formą sprawowania władzy nad klasami podporządkowanymi, gdyż z reguły nie dostrzegają one nawet, że jest to forma przemocy. Są one przekonane, że jest to naturalny porządek, że osoby i grupy społeczne posiadające duży kapitał symboliczny po prostu są lepsze i ich lepsze społeczne usytuowanie jest normalne, nie poddają go więc refleksji.

## Przykłady
- Przykładem, na którym najłatwiej jest to zobrazować, są relacje pomiędzy płciami (w których także zachodzi zjawisko przemocy symbolicznej). Większość kobiet pragnie mężczyzny wyższego, bogatszego, silniejszego i uznaje, że znalezienie takiego właśnie leży w ich osobistym interesie, podczas gdy taki układ umieszcza je w pozycji podporządkowanej temu mężczyźnie (i mężczyznom w ogóle), która to sytuacja leży bardziej w interesie mężczyzny. Jest to klasyczny przypadek działania przemocy symbolicznej - jeśli przyjąć, że kobiety mają takie potrzeby wskutek oddziaływania kultury opartej na męskiej dominacji, a nie np. ewolucji.
- Wyjaśnia to dlaczego nawet szczególnie dotkliwy wyzysk w okresie feudalizmu tak rzadko budził społeczny sprzeciw, choć w niektórych krajach w średniowieczu arystokracja i szlachta razem wzięte stanowiły tylko kilka procent społeczeństwa (2% we Francji), więc środki przymusu fizycznego, jakimi dysponowały, nie były wystarczające, żeby nad resztą społeczeństwa panować. Najważniejszą część zadania wykonywała bowiem przemoc symboliczna. Masy chłopskie nie buntowały się, bo narzucono im kategorie percepcji i oceny uzasadniające takie niesprawiedliwości; wierzyły, że arystokracja po prostu jest lepsza.
- Kościół katolicki w Polsce (analogiczne postępowanie występuje u niektórych innych wyznań większościowych, np. analogiczne praktyki stosuje Rosyjska Cerkiew Prawosławna) w dyskursie publicznym z reguły sam nazywa siebie Kościołem (bez sprecyzowania wyznania), swoją naukę chrześcijaństwem a sprzeciw wobec pewnych zasad wiary czy praktyki tego Kościoła nawet wojującym ateizmem, czy też jako jedyną możliwą alternatywę dla etyki katolickiej podaje się (uważane w oczywisty sposób za gorsze) nihilizm moralny i hedonizm. W ten sposób symbolicznie z dyskursu zostają wykluczone inne wyznania i religie (Kościół rzymski staje się ich samozwańczym rzecznikiem), a w powszechnym mniemaniu istnieją jedynie dwie możliwości: rzymski katolicyzm i ateizm; w warstwie etycznej odpowiada temu przedstawienie etyki katolickiej jako jedynego wartościowego systemu etycznego w ogóle. W pewnym zakresie na wewnętrzny użytek (względem swoich wiernych, np. w kazaniach) podobnie postępują także inne związki religijne.

## Problem operacjonalizacji pojęcia przemocy symbolicznej
Sformułowane przez Bourdieu pojęcie przemocy symbolicznej jest bardzo pojemne, gdyż dotyczyć może wielu przejawów komunikacji międzyludzkiej. Trudne jest wskazanie sprawcy takiej przemocy, ponieważ zazwyczaj to nie jednostka, a szersze kategorie społeczne oddziałują na zdominowane struktury i podlegające władzy jednostki. Nie można dokładnie określić, od którego pokolenia zaczęła ona być stosowana, jeśli kolejne pokolenia kontynuują proces stosowania tej formy przemocy. Ponieważ siła przemocy symbolicznej zależna jest od stopnia nieświadomości jej podlegania, trudno określić, które procesy poznawcze są efektem działania tej przemocy, a które wynikają z wolnego wyboru jednostek.